# Triorla
Triorla is een vliegengeslacht uit de familie van de roofvliegen (Asilidae).

## Soorten
- T. argyrogaster (Macquart, 1846)
- T. demifasciatus (Macquart, 1850)
- T. interrupta (Macquart, 1834)
- T. nervosus (Macquart, 1838)
- T. parastriola Pamplona & Cima Aires, 1999
- T. spinosa Tomasovic, 2002
- T. striola (Fabricius, 1805)
- T. tibialis (Macquart, 1838)
- T. trichinus Tomasovic, 2002
- T. vicinus (Macquart, 1846)